# Limbani
Limbani è una circoscrizione urbana (urban ward) della Tanzania situata nel distretto di Wete, regione di Pemba Nord. Conta una popolazione di 3 919 abitanti (censimento 2012).